# رالف ليفيت
رالف ليفيت (بالإنجليزية: Ralph Leavitt)‏ هو شخصية أعمال أمريكي، (1877م-غير معروف).